# راي سميث (موسيقي أمريكي)
راي سميث (بالإنجليزية: Ray Smith)‏ هو موسيقي ومغني وكاتب أغاني أمريكي، ولد في 30 أكتوبر 1934، وتوفي في 29 نوفمبر 1979 في بيرلينجتون في كندا.

## وصلات خارجية
- الموقع الرسمي
- راي سميث على موقع ميوزك برينز (الإنجليزية)
- راي سميث على موقع أول ميوزيك (الإنجليزية)
- راي سميث على موقع ديسكوغز (الإنجليزية)